# Gerda Johanna Werner
Gerda Johanna „Jo“ Werner (* 28. August 1914 in Offenbach am Main als Gerda Heiser; † 14. August 2004 in Oberursel (Taunus)) war eine deutsche Malerin und Kunstlehrerin. Sie wurde bekannt als Modell für die Baumpflanzerin auf der Rückseite der deutschen 50-Pfennig-Münze.

## Leben
Werner war die Tochter von Johann Heiser (1886–1927), einem Polizeioffizier in Darmstadt, und Katharina Elisabeth Ruschitzka (* 1888 in Offenbach). Ab 1921 besuchte sie die Grundschule und das Gymnasium in Offenbach und später die Städelschule in Frankfurt.
1937 zog sie nach Oberursel. 1942 heiratete sie den Bildhauer Richard Martin Werner. 1946 erwarb das Paar in Oberursel ein Holzhaus am jetzigen Richard-Werner-Weg. 1947 und 1949 wurden ihre Töchter geboren. 1949 starb ihr Mann.
Von 1955 bis 1957 studierte sie Kunstpädagogik und Psychologie in Weilburg und schloss mit dem Staatsexamen ab. Sie unterrichtete als Kunstlehrerin an der Gesamtschule und an der Feldbergschule in Oberursel. Daneben war sie Dozentin für Malerei und Kunstbetrachtung an den Volkshochschulen Oberursel und Bad Homburg. Ab 1983 gab sie auch Privatunterricht in ihrem Atelier. Werner malte Aquarelle und Ölbilder. Sie hatte Ausstellungen in Frankfurt, Darmstadt, Wiesbaden, Hannover und Paris.
Anlässlich ihres 80. Geburtstags erhielt sie 1994 die Ehrenmedaille der Stadt Oberursel (Taunus) in Anerkennung ihres beruflichen Schaffens und ihres künstlerischen Wirkens.
Ihre Grabstätte befindet sich auf dem Alten Friedhof in Oberursel. Statt diese 2024 nach der gesetzlichen Ruhefrist von 20 Jahren einzuebnen, beschloss der Magistrat der Stadt Oberursel in der Sitzung vom 8. April 2024 die Umwandlung in ein Ehrengrab, nachdem die beiden Töchter zugestimmt hatten.

## Abbildung auf der 50-Pfennig-Münze

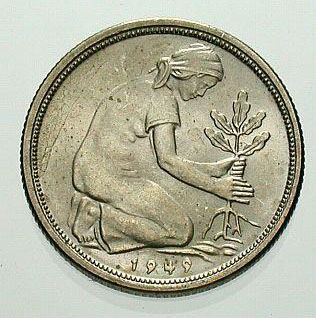
Gerda Jo Werner auf der Rückseite der deutschen 50-Pfennig-Münze

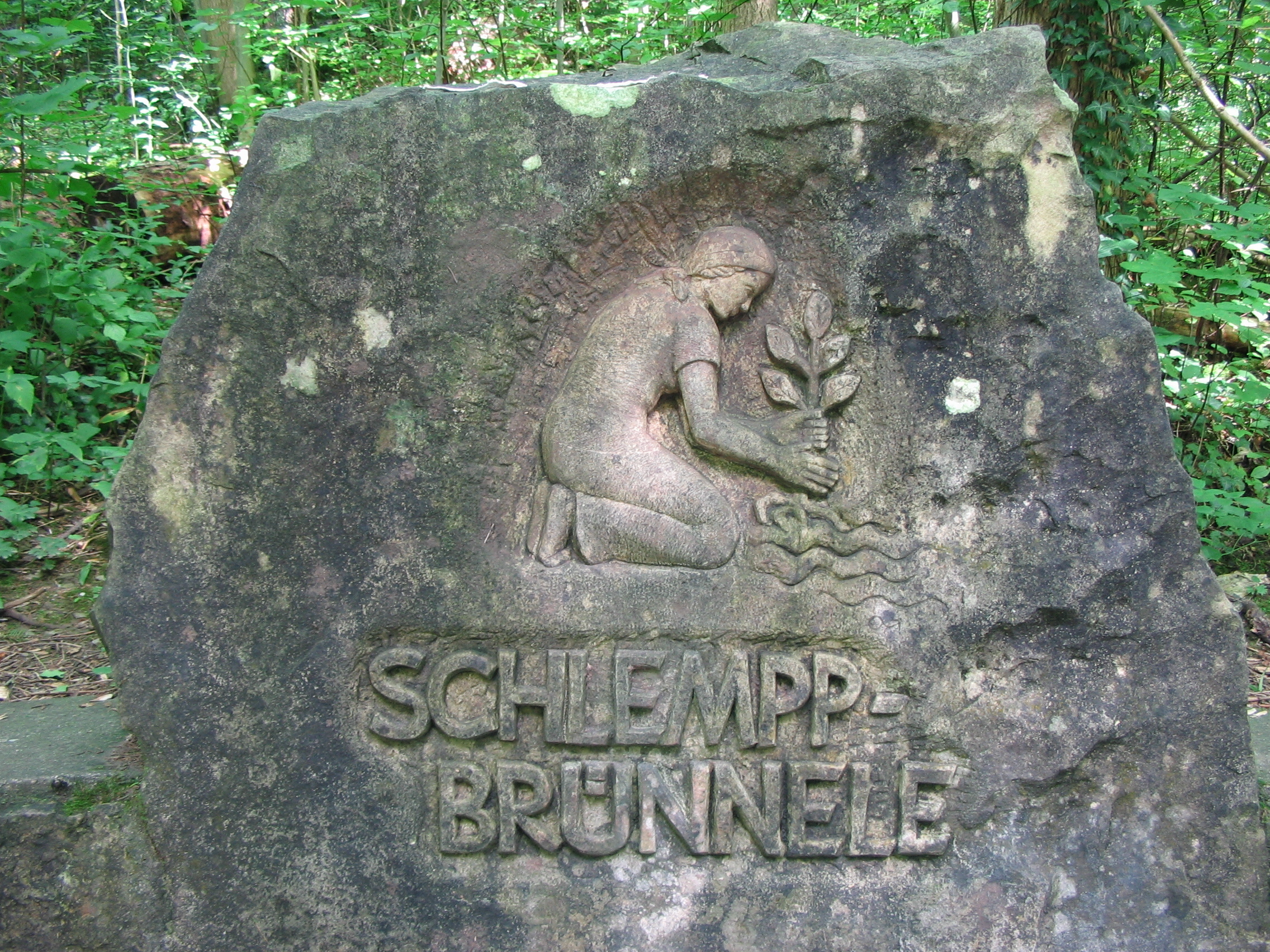
Darstellung am „Schlempp-Brünnele“ in Tübingen

Geschaffen wurde die bekannte Abbildung der Baumpflanzerin 1949 im Nachgang der Währungsreform 1948 von Gerda Jo Werners Mann für einen Gestaltungswettbewerb, den das damals zuständige Direktorium der Bank deutscher Länder (später: Deutsche Bundesbank) ausgeschrieben hatte. Für die 50-Pfennig-Münzen wurde ein Motiv gesucht, das den Wiederaufbau Deutschlands nach dem Zweiten Weltkrieg verkörpern sollte. Um sich an dieser Ausschreibung beteiligen zu können, nahm Richard M. Werner eine bereits vorhandene Serie von Aktzeichnungen, die er von seiner Frau angefertigt hatte, und ergänzte die Darstellungen kurzerhand mit verhüllenden Tüchern sowie dem Eichensetzling in ihren Händen. Die für die Ursprungsgrafik typischen schattenbildenden Konturen der ursprünglich aufgezeichneten Körperpartien sind auch auf der späteren Münzprägung noch sehr gut erhalten und erwecken damit fast den Eindruck von durchscheinender Bekleidung.
Werners Entwurf der jungen Eichen-Pflanzerin überzeugte auf Anhieb und wurde einstimmig ausgewählt. Nach eigenem Bekunden wollte er damit die unzähligen Trümmerfrauen, aber auch die zahlreichen in der Wiederaufforstung tätigen Baumpflanzerinnen, auch „Kulturfrauen“ genannt, ehren. Durch die Wahl des schlicht gehaltenen Bildes nach dem Modell seiner damals schwangeren Frau wurde all diesen Frauen symbolisch das bis heute, zumindest zahlenmäßig, wohl größte Denkmal gesetzt.
Richard Martin Werner starb, kurz nachdem die ersten Münzen mit dem Abbild seiner Frau geprägt worden waren. Lange Zeit war nicht bekannt, wer „die 50-Pfennig-Frau“ war, sie wurde gemeinhin für eine idealtypische Darstellung gehalten. Ende der 1980er Jahre recherchierte ein Journalist zum Thema. Daraufhin wurde Werner 1987 von Frank Elstner in der ZDF-Sendung „Menschen“ interviewt. Erst dadurch wurde der Zusammenhang bundesweit bekannt. Anschließend trat Werner in weiteren Fernsehsendungen auf und wurde insbesondere zur Euro-Einführung bzw. zum „Abschied von der D-Mark“ häufig interviewt. Über ihren späten Bekanntheitsgrad äußerte sie sich dabei bescheiden, erfreut und dankbar.
Vor allem von Hessen gingen ab Ende der 1990er Jahre mehrere, teils lokal, teils entwicklungspolitisch und international angelegte 50-Pfennig-Sammelaktionen aus, die unter Umweltschutz-Gesichtspunkten das Anpflanzen von Bäumen im Gedenken an die Wiederaufbau-Frauen und auch zu Ehren Gerda Jo Werners finanzierten.
Von der Erstausgabe am 14. Februar 1949 bis zur Einführung des Euro am 1. Januar 2002 waren die 50-Pfennig-Münzen offizielles Zahlungsmittel in der Bundesrepublik Deutschland. Insgesamt wurden weit über 2 Milliarden Stück geprägt. Das 50-Pfennig-Stück galt als die im Volk optisch beliebteste aller im Umlauf befindlichen DM-Kursmünzen. Es ist auch die einzige der Bundesrepublik, auf der eine Frau abgebildet ist.

## Nachwirkung
In leichten Abwandlungen und losgelöst vom Geld hat das populäre Motiv mittlerweile Eingang in viele andere Bereiche gefunden. Insbesondere in der Forstwirtschaft und im Naturschutz wird es häufig verwendet und dient zum Teil sogar als Logo.
In der Tschechoslowakei wurde ein ähnliches Motiv für die 1-Kronen-Münze verwendet, die etwa von 1960 bis 1993 im Umlauf war.